# Gerd Cintl
Gerd Cintl, teilweise auch als Gert Cintl geführt, (* 11. Dezember 1938 in Düsseldorf; † 26. Dezember 2017 ebenda) war ein deutscher Ruderer. Er gewann bei den Olympischen Spielen 1960 in Rom eine Goldmedaille.
Cintl startete für den Ruderclub Germania Düsseldorf 1904. 1958 wurde er zusammen mit Horst Effertz Deutscher Meister im Zweier ohne Steuermann und im Zweier mit Steuermann, als Steuermann saß Michael Obst im Boot. Bei der Europameisterschaft 1958 gewannen Cintl und Effertz Silber im Zweier ohne.
1959 stiegen Cintl und Effertz in den Vierer mit Steuermann um. Das Boot von Germania Düsseldorf in der Besetzung Klaus Wegner, Gerd Cintl, Horst Effertz, Claus Heß mit Steuermann Michael Obst siegte sowohl bei der Deutschen Meisterschaft als auch bei der Europameisterschaft.
Für die Olympischen Spiele 1960 auf dem Albaner See wurde das Boot umgebildet. In der Besetzung Gerd Cintl, Horst Effertz, Klaus Riekemann, Jürgen Litz und Michael Obst gewann das Boot sowohl Vorlauf als auch Zwischenlauf mit der jeweils schnellsten Zeit. Auch im Finale konnte sich das Boot sicher gegen das französische Boot durchsetzen.
Für seine sportlichen Erfolge erhielt er am 23. August 1959 und am 8. Oktober 1960 das Silberne Lorbeerblatt.